# Cours Florent
O Cours Florent (em português:  Curso Florent), é uma escola de teatro francesa criada em 1967 por François Florent. A escola é propriedade do grupo Galileo Global Education.
O curso está instalado em cinco locais em Paris, nos 19º e 20º distritos (rue Archereau, rue Mathis, avenue Jean-Jaurès, rue des Haies e quai de l'Oise), em Bruxelas (Bélgica), desde setembro de 2015 em Montpellier e, desde o início de o ano letivo de 2017, em Lormont  perto de Bordéus.
O Cours Florent oferece um curso de formação profissional de três anos.

## História
O Cours Florent foi criado em 1967 por François Florent. Sua classe libre ("classe grátis"), nomeadamente dirigida durante algum tempo por Francis Huster, a sua lista de ex-alunos e os seus sucessos ininterruptos desde 1967 no vestibular para o Conservatório Nacional Superior de Arte Dramática de Paris são a base da verdadeira reputação e fama do Cours Florent na área de formação de atores e profissionais de teatro.
Em dezembro de 2011, a escola aderiu ao  pólo "Artes e Criação" do grupo Studialis.

## Cursos
A formação de atuação do Cours Florent dura três anos. É aberto a todos a partir dos 17 anos (iniciantes ou estudantes com experiência inicial em atuação) após um curso de ingresso ou um teste. Permite que os alunos se especializem em cinema ou teatro e oferece opções variadas (canto, dicção, corpos em movimento, improvisação, etc.).
A pedagogia da escola baseia-se num conjunto de testes (monólogos, cenas a dois) que permitem às equipas docentes avaliar os alunos. O Cours Florent também conta com uma turma especializada em preparação para o ingresso no Conservatório Superior Nacional de Arte Dramática.
A formação de ator classe libre do Cours Florent é gratuito e tem duração de dois anos. É acessível através de um concurso internacional em três etapas que se realiza todos os anos em Paris e nas regiões.
O Cours Florent oferece ainda outros dois cursos de formação, um em comédia musical (em três anos) e outro curso Florent Musique, em música atual (em três anos).
A formação para crianças e adolescentes também está disponível no Cours Florent, o curso Florent Jeunesse, a partir dos 6 anos. Esta formação inclui estágios e cursos durante o ano letivo.

## Admissão
A admissão ao treinamento profissional de ator de três anos é feita:
- depois de um curso de teatro, cinema, improvisação com duração de trinta e seis ou trinta e nove horas, em francês ou inglês;
- por teste (somente para alunos com experiência inicial de atuação).

Se os alunos concluírem o estágio e receberem um parecer positivo dos seus professores, poderão ser admitidos no Cours Florent. Os cursos de verão e de Natal estão disponíveis em Paris, Bruxelas, Bordéus, Toulouse, Montpellier, Marselha, Estrasburgo e Lyon.

## Vida escolar
O Cours Florent organiza anualmente o prémio Olga-Horstig, que apresenta uma seleção dos melhores alunos da escola para uma apresentação aberta ao público e a profissionais.
A entrega de “Jacques», prémio anual atribuído ao melhor trabalho final dos alunos do Cours Florent, é também um destaque da escola.

## Professores
Os professores do Cours Florent são profissionais de teatro e cinema, Georges Bécot, Cyril Anrep, Ladislas Chollat. Também encontramos Isabelle Nanty, Jerzy Klesyk, Mats Besnardeau, Julien Kosellek,[carece de fontes?] Antoine Basler.

## Ex-alunos notáveis

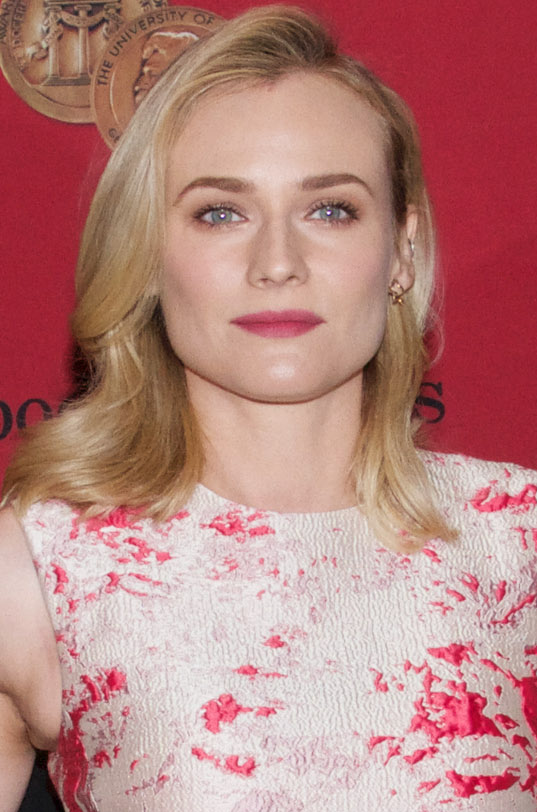
A atriz internacional Diane Kruger é uma ex-aluna do Cours Florent, ganhando o prêmio Classe Libre como melhor atriz do ano em 2002.

O Cours Florent permite que seus alunos conheçam profissionais de cinema e teatro durante a formação, graças ao escritório de distribuição de funções. Muitos ex-alunos do Cours Florent estão regularmente em exibição e desfrutam de carreiras no palco e na frente das câmeras.
Em julho de 2023, mais de quatrocentos ex-alunos do Cours Florent têm uma página na Wikipédia, incluindo atores e atrizes de teatro (Guillaume Gallienne, Francis Huster, Denis Podalydès), televisão (Alice Varela), cinema (Isabelle Adjani, Daniel Auteuil, François Civil, Ali Marhyar, Guillaume Canet, Clotilde Courau, Mathilde Seigner, Diane Kruger, Sandrine Kiberlain, Pierre Niney, Christophe Lambert, Jeanne Balibar, Alexandra Lamy, Charlotte de Turckheim, Gaspard Ulliel, Laurent Artufel, Gérard Lanvin ou Audrey Tautou), comediantes (Anne Roumanoff, Gad Elmaleh, Michaël Youn, Muriel Robin, Marina Foïs, Jérémy Ferrari, Jean-Paul Rouve e os Robins des Bois), escritores (Leïla Slimani), cantores (Mylène Farmer), fotógrafos (Grégory Herpe), ou ainda apresentadores de televisão (Mareva Galanter).

## Na ficção
A heroína do romance Chienne et louve (Gallimard, 2022) de Joffrine Donnadieu é estudante de teatro no Cours Florent durante o dia e stripper em Pigalle à noite.